# (290127) Linakostenko
(290127) Linakostenko est un astéroïde de la ceinture principale.

## Description
(290127) Linakostenko est un astéroïde de la ceinture principale. Il fut découvert le 29 août 2005 à Androuchivka par l'observatoire astronomique d'Androuchivka. Il présente une orbite caractérisée par un demi-grand axe de 3,16 UA, une excentricité de 0,17 et une inclinaison de 27,7° par rapport à l'écliptique.

## Compléments